# Алания (футбольный клуб)
«Алания» — российский профессиональный футбольный клуб из Владикавказа, основанный в 1921 году. Чемпион России 1995 года, 2-кратный серебряный призёр чемпионата 1992 и 1996 годов. Финалист Кубка России 2010/11. Выступает во Второй лиге.

## Прежние названия
- 1921—1923 — «Юнитас».
- 1923—1924 — КИМ.
- 1924—1939 — Объединённый рабочий клуб имени Ленина.
- 1940—1971, 1972—1994, 2006, 2016—2019 — «Спартак»[9].
- 1972 — «Автомобилист».
- 1995—1996, 2003 — «Спартак-Алания».
- 1996—2002, 2004—2005, 2007—2016, с 2019 — «Алания»[5][6][7][8][10][уточнить].

## История

### Основание
Считается, что к основанию клуба были причастны два молодых британских коммуниста — Армстронг и Кэмпбелл. Они были во Владикавказе в начале XX века в период размещения британских войск в составе союзной коалиции на юге России. В свой первый приезд британцы провели футбольный матч в столице Терской губернии с местными военными, который закончился внушительной победой гостей.
В 1921 году Армстронг и Кэмпбелл вернулись во Владикавказ с предложением внести некоторые новации в строй и уклад города. Среди прочих новаций, британцы предложили основать «Спортивный центр Красной молодёжи», главной направленностью которого являлся бы футбол.
Так, в 1921-м году был основан один из первых южных футбольных клубов России — «Юнитас», предок современной «Алании». Название в переводе с латинского означает «Единство».
Британцы жили во Владикавказе по соседству с известнейшим впоследствии писателем и драматургом Михаилом Булгаковым. Он часто посещал спортивные мероприятия Терской области, проводимые британскими коммунистами. В день основания клуба, в доме британцев Булгаков вывел на стене надпись: «В этом городе основан футбольный клуб, которому уготовано славное будущее. 1921»

### Начало. Первые матчи (1912—1920)
Дата первого матча в Северной Осетии неизвестна, однако днём зарождения футбола в республике принято считать 12 июня 1912 года. В этот день в газете «Терские Ведомости» было опубликовано следующее сообщение:
«На Артиллерийском манеже, недалеко от епархиального училища, уже несколько дней проходит игра в футбол. Организаторы — группа местной интеллигентной молодёжи. Приветствуем этот здоровый и полезный спорт».
Спустя три года в журнале «Досуг Владикавказа» князь Палаваднов опубликовал отчёт, в котором описывает игру между командой кадетского корпуса и сборной Владикавказа, это был один из первых письменных очерков футбольных матчей в республике:
«25 марта — день как нарочно для футбола, не жарко и не холодно, по временам лёгкий, чуть заметный ветерок. Публика осаждала трамваи, и к 12 часам на кадетском плацу собралось достаточно народу. Ровно в 13 часов появились на поле обе команды, кадеты в белом, городская команда — чёрное с белым. По свистку рефери начали игру… Первый гол в ворота СКГ был забит центральным форвардом Шеховцовым, второй — инсайдом Шираем. К сожалению, благодаря свалке около ворот кадет, левый хавбек корпуса забил гол в свои же собственные ворота. Почему-то этот гол был засчитан… Польза футбола несомненна, конечно, если им не увлекаться и играть умеренно…»
В 1916 году со сборной Владикавказа провели матч англичане:
«31 мая во Владикавказ прибыло подразделение английских военнослужащих. Горожане встретили их восторженно, с цветами и улыбками. Разместившись в кадетском корпусе, они сперва пообедали, потом немного поиграли в футбол. …5 июня англичане вызвали на товарищеский матч сборную Владикавказа. Матч состоялся на городском треке. Хозяева уступали родоначальникам футбола по всем компонентам игры, и результат получился для них более чем плачевным — 0:14. Весь денежный сбор был перечислен в фонд народного „Красного креста“».

### Региональные выступления (1921—1959)
Первый чемпионат г. Владикавказа по футболу состоялся в 1921 году. Его победителем стал клуб «Юнитас», «вследствие троекратного отказа со стороны КЛС». Следующие три года чемпионский титул за клубом сохранялся. Одними из лучших футболистов клуба на тот момент считались Круль Мирогулян и Вобликов. Под названием «Юнитас» клуб выступал до 1923 года, пока не был слит с только что образованным клубом комсомола «Спартаком». Этому клубу было дано название КИМ (коммунистический интернационал молодёжи). Под этим названием клуб просуществовал до 1924 года, пока их не переименовали в «Объединённый рабочий клуб им. Ленина». Тогдашняя пресса зачастую называла клуб СК им. Ленина «Спартак».
В довоенные годы длительные регулярные соревнования не проводились, проходили лишь скоротечные региональные турниры для сборных (Спартакиада Северного Кавказа) и ведомственные первенства. Также проводились междугородные товарищеские матчи. Одна такая товарищеская встреча случилась в 1928 году. Владикавказцы принимали московский «Пищевик» (позднее — «Спартак»). Москвичи были заметно сильнее и победили с разгромным счётом 6:2.
В 1932 году в финале краевой Спартакиады, сборная Северной Осетии разгромила команду Дагестана со счётом 4:0 и впервые в своей истории стала победительницей среди национальных округов.
В 1940 году орджоникидзевский «Спартак» принял участие в первом Всесоюзном турнире — Кубок СССР для КФК (коллективов физической культуры). В первом же матче клуб уступил нальчикской «Молнии» (3:4) и покинул соревнования.
Позднее, в августе 1944 года, сборная Северной Осетии заняла второе место на Спартакиаде Северного Кавказа, уступив в финале команде Краснодарского края 1:4. В 1945 году на подобном турнире она проиграла все матчи и заняла последнее седьмое место.
В 1946 году динамовцы Дзаужикау вновь играли на турнире СССР среди команд КФК. Представительство на турнире было весьма серьёзное. Поиграв с сильнейшими клубами края, клуб оказался на последнем месте. Соперниками осетинских клубов в «зонах» были клубы Ростова, Краснодара, Ставрополя, Нальчика, Махачкалы, Астрахани, Сталинграда и других городов края. Лучшие из этих клубов впоследствии вышли на всесоюзную арену.
Начиная с 1949 года, команды Северной Осетии стали регулярными участниками первенства РСФСР среди КФК. В 1949—1953 годах честь республики защищал «Спартак». Команда была не из сильнейших и занимала соответственно восьмое место из десяти, пятое из десяти, девятое из одиннадцати, десятое из одиннадцати и девятое из десяти. В составе Спартака в то время играло немало сильных футболистов, таких, как А. Леонов, В. Иванов, С. Астоянц, Ф. Иониди, М. Камбегов, Г. Смирнов, С. Шепикян, Г. Гаглоев, В. Арутюнов, Н. Щедрин, М. Симонов, В. Кулинич, Б. Кулов, Г. Симонян, А. Мкртычев, В. Кожухов и К. Камбегов.
В 1954 году вместо «Спартака» в первенстве РСФСР от Северной Осетии участвовал ардонский клуб «Колхозник», усиленный сильнейшими футболистами других команд. В своём ведомстве ардонцы стали чемпионами среди сельских клубов, в общем же первенстве они заняли лишь седьмое место из девяти.
Только после этого на КФК был выставлен орджоникидзевский «Металлург» — чемпион Северной Осетии. Эта команда добилась самых заметных успехов в турнире 1955 года, заняв третье из девяти место. В следующем сезоне команда финишировала третьей в своей подгруппе.
В 1957 году во главе команды встал молодой тренер В. С. Кожухов, который привёл команду к победе в зональном первенстве. Впоследствии металлургам удалось повторить этот успех дважды.
В «Металлурге» в то время выступали такие футболисты, как Дзасохов, С. Василиди, О. Устинов, А. Мануков, Ю. Лашин, Ю. Тлатов, В. Лигостаев, А. Аветисов, С. Кануков, братья Карибянцы, Г. Смирнов, З. Томаев, М. Цаликов, Ю. Дьяченко, П. Щучкин, Н. Щедрин, Н. Читашвили, Р. Чуходжиев, В. Титов, Б. Кулов, Г. Меньшиков, К. Камбегов, С. Мурадян, Н. Бадалов, А. Алёхин и другие.
Команды Северной Осетии заметно уступали во многом своим соперникам. Многие уже тогда приглашали игроков из крупных футбольных центров Советского союза. Начиная с 50-х годов некоторым футболистам других регионов уже начали платить зарплату, в то время как игроков из Северной Осетии иногда даже не отпускали с работы. Разве что футболистам «Металлурга» были созданы более или менее приемлемые условия, благодаря любви руководства завода «Электроцинк» к этому виду спорта. В прессе тех лет не раз писалось, что из-за отсутствия должной материальной базы дебют футболистов республики в крупных соревнованиях не раз откладывался.

### Первые рекорды и выход в высшую лигу (1960—1969)
В 1960 году республике Северная Осетия было впервые предоставлено место в футбольной лиге класса «Б». Долго обсуждался вопрос о том, какую именно команду заявить на первенство. Завод «Электроцинк» отказался выставлять свою команду «Металлург», так как не смог обеспечить её должным финансированием. После этого было принято решение предоставить место в классе «Б» обладателю Кубка Северной Осетии орджоникидзевскому «Спартаку».
В своём дебютном матче 24 апреля спартаковцы встречались на своём поле со ставропольским «Динамо». Старший тренер команды Г. Т. Артемьев выставил такой состав: О. Устинов, Б. Лавринов, А. Аветисов, А. Пагиев, М. Татров, Б. Кубатиев, А. Лысоконенко, Н. Бадалов, Н. Читашвили, Р. Гусов, Г. Меньшиков. Игра закончилась неудачно для хозяев — 0:2 (дважды отличился нападающий гостей Пайс).
В следующем мачте «Спартака», прошедшем в Махачкале, команда забила свой первый гол в чемпионатах страны, его автором стал Николай Читашвили; впрочем, команда всё равно проиграла. Лишь в седьмом туре «Спартаку» удалось набрать своё первое очко в выездной встрече с новороссийским «Цементом», а уже в восьмом туре клуб добился и первой победы над астраханским «Волгарём» 4:2. В целом первый сезон сложился неудачно: «Спартак» финишировал на последнем, 14-м месте.
Уже в следующем чемпионате команда вошла в первую десятку, а год спустя заняла 8-е место. За эти два сезона ни один из лучших клубов юга России не ушёл от поражения в играх с орджоникидзевским клубом. Были повержены грозненский «Терек», ростовский «Ростсельмаш», волгоградский «Трактор» и одноклубники из Краснодара. Особенно запомнилось турне 1962-го года, когда «Спартак» одержал две победы кряду (в Ростове — 2:1, в Новороссийске — 3:0). Стоит заметить, что половину побед в том турнире команда одержала с разницей в три и более мячей.
А спустя ещё один год команда установила сразу несколько клубных рекордов, два из которых не удалось побить до сих пор, а два других повторены ровно двадцать лет спустя. Абсолютно все из этих рекордов — и старые и новые — добыты в матчах с одной и той же командой. В 1963 году, «Спартак» на своём поле крушит астраханский «Волгарь» со счётом 8:1. А во втором круге в Астрахани выигрывает 5:1. 20 лет спустя, орджоникидзевские футболисты вновь обыграли «Волгарь». На своём поле — 7:0, на выезде — 5:0. Последний выездной результат до сих пор остаётся непревзойдённым.
В том же 1963 году команда впервые в своей истории вошла в тройку лидеров чемпионата после победы над будущим чемпионом саратовским «Соколом» — 2:1. Но удержаться на столь высоких позициях до конца сезона клуб не сумел, заняв итоговое 7-е место.
Тем не менее, «Спартак» оказался вторым по результативности клубом в чемпионате, со значительным отрывом от ближайших соперников. В то время клуб начинал проявлять свой характер, который будет свойственен ему ещё долго. Команда демонстрировала атакующий, темпераментный и зрелищный футбол.
Осенью столице республики была доверено принимать у себя участников полуфинальной группы, спорящих за место классе «А», и вслед за ними — финалистов. Игры сильнейших команд дивизиона вызвали огромный ажиотаж у местной публики. Финальный турнир, в котором участвовали команды Калинина, Кирова, Ижевска и подмосковного Серпухова, завершился победой волжан.
Несмотря на то, что к старым, привычным соперникам добавились серьёзные клубы из закавказских республик, спартаковцы не уступали в битве за путёвку в следующий этап чемпионата. За три тура до финиша борьба обострилась до предела. Команды Ставрополя и Нальчика к тому времени на одно очко опережали спартаковцев. Но всем трём клубам предстоял выезд на Черноморское побережье, где всё и решилось. Соседи свои игры проиграли, а «Спартак» победил «Колхету» из Поти и сыграл вничью в Сухуми. Четвёртое место в зоне и второе, среди российских команд, продлили сезон ещё на три захватывающие недели. Сначала спартаковцы вышли в финал, оставив позади коллективы Серпухова, Казани, Нижнего Тагила и Омска. В финале же, который также проходил в Орджоникидзе, «Спартаку» противостояли грозненский «Терек», ростовский «Ростсельмаш» и ивановский «Текстильщик».
В первом матче команда встречалась с соседями из Чеченской республики. В предыдущие шесть чемпионатов «Терек» лишь однажды опускался ниже седьмого места в своей зоне, и в третий раз пытали счастья в финале. Несмотря на это, матч завершился ничьей — 0:0. В турнир более высокого ранга должны были пройти лишь две команды из четырёх. В этом турнире явно недооценённой оказался клуб из Иваново. В следующем туре спартаковцы неожиданно уступили ему со счётом 0:2. После этого поражения «Спартаку» для сохранения шансов на занятие итогового второго места требовалась победить ростовчан с перевесом, как минимум, в два мяча. И он был близок к достижению цели. После первого тайма, при счёте 1:0 в свою пользу, «Спартак» получил право на пенальти, но Будагян не сумел его реализовать. И лишь под конец мачта «Ростсельмаш» вырвал, столь же важную для себя, победу. Немного позднее было принято решение вручить заветную путёвку и обладателю третьего места, которое вслед за грозненцами и ростовчанами занял ивановский «Текстильщик».
В чемпионате 1965 года команда из Орджоникидзе сделала шаг назад, заняв по итогам чемпионата в смешанной зоне лишь четвёртое место, в итоге не попав в финальную стадию чемпионата. В этот период начался переход некоторых ведущих футболистов в более сильные клубы. Защитник Белолюбский стал игроком «Днепра» из Днепропетровска, другой защитник, Фальковский, перешёл в кировабадское «Динамо». Но в следующем сезоне «Спартак» уверенно возглавил турнирную таблицу. За весь чемпионат лишь одно очко было потеряно на своём поле. И лишь две команды (по сумме двух матчей) пропустили всего по паре мячей в свои ворота от орджоникидзевцев. Остальным же довелось доставать мяч из сетки три и более раз. В выездной встрече в Поти был установлен очередной клубный рекорд: проигрывая по ходу матча 0:3, команда смогла свести матч к ничьей.
Турниры с участием лучших команд шести зон проводились по старой схеме, которая использовалась два года назад, а финал вновь был разыгран в Орджоникидзе. Но перед этим здесь прошёл один из полуфиналов в котором спартаковцы обыграли свердловский «Калиновец» и «Селенгу».
Спартаковцы вновь вошли в число сильнейших четырёх команд и вновь не избежали поражения. В этот раз, всё с тем же счётом 1:0, «Спартак» обыграл калужский «Локомотив», но зато другие соперники (тульский «Металлург» и «Цемент» из Новороссийска) были повержены, что позволило клубу занять итоговое второе место, а вместе с ним и долгожданную путёвку во вторую группу класса «А». Вот те футболисты, благодаря которым, был достигнут этот успех: Вратари: Йозас Езнас, Виктор Пестряев, Вардо Куцури, Борис Белов (поиграв в Орджоникидзе недолго, был приглашён в московский «Спартак»). Защитники: Игорь Бичикоев, Шамиль Гияев, Тимур Дудиев, Генрих Йонушкявичюс, Вадим Гулеватый. Полузащитники: Валерий Бабанов, Михаил Мирошников, Иван Дугинов, Альберт Плиев. Нападающие: Гарегин Будагян (рекордсмен клуба по забитым мячам за один сезон), Нодар Папелишвили (лучший бомбардир «Алании» за всю её историю), Александр Щукин, Казбек Хабалов, Касим Акчурин, Майрам Татров. Возглавлял ту команду старший тренер Григорий Горностаев — воспитанник воронежского футбола. Причём за год работы в Осетии, он сумел добиться того, чего не удавалось многим его предшественникам.
Первый сезон в более высоком по уровню турнире оказался для спартаковцев серьёзным испытанием. Было занято итоговое 16-е место в турнире, где участвует 20 команд, при этом, всё же, основная задача — не вылететь обратно — была выполнена. Ближайший клуб, занявший 17-е место, отстал от «Спартака» на целых четыре очка. Была создана довольно крепкая команда, способная дать бой сильнейшим клубам. Были повержены такие клубы как «Динамо» из Кировабада и рижское «Даугава». Было две победы на выезде, весенняя беспроигрышная серия из шести матчей.
По-настоящему переломным в истории «Спартака» стал чемпионат 1968 года. Был весьма удачный старт (лишь одно поражение в 5 матчах). Затем в середине лета, после пяти матчей клуб и вовсе потерял лишь одно очко. Потом был недолгий спад — четыре поражения в пяти матчах. А в концовке чемпионата, в 15 оставшихся матчах, верх над командой из Орджоникидзе удалось лишь свердловскому «Уралмашу». Таких мощных прорывом во втором круге за всю историю «Алании» было лишь два, и этот — один из них. В тех последних пятнадцати встречах команда пропустила в свои ворота лишь три мяча.
В том сезоне дважды были повержены «Трактор» из Волгограда, йошкар-олинский «Спартак», армянский «Ширак» и «Металлург» из Магнитогорска. А также три очка из четырёх были отобраны у челябинских футболистов, «Торпедо» из Таганрога, «Терека», «Мешахте» из Ткибули и у пермской «Звезды».
В итоге «Спартак» финишировал вторым, набрав равное с махачкалинским «Динамо» количество очков — 50, но разница забитых и пропущенных мячей у команды из Орджоникидзе была в два раза лучше.
Сезон 1968 года стал знаковым событием в истории ещё одной команды из Осетии — моздокского «Иристона», который стал участником чемпионата СССР среди команд класса «Б». Клуб просуществовал всего лишь два года и вернулся в футбол спустя почти тридцать лет, но в этом клубе начинали свою карьеру такие футболисты, как Анатолий Могильный, Георгий Кайтуков и их тренер Руслан Дзасохов.
Ставка на молодых футболистов принесла свои плоды. В первых двух турах «Спартак» обыграл клубы из Калуги и Брянска с общим счётом 7:0. Это был самый эффектный старт за всю историю команды. Затем из одиннадцати последующих матчей восемь — на выезде. Ни один соперник не сумел одержать верх над клубом из Орджоникидзе: ни тульский «Металлург», ни их одноклубники из Липецка, ни «Автомобилист» из Нальчика, ни «Динамо» (Ставрополь), ни даже «Волга» и «Труд». Первой командой, сумевшей обыграть «Спартак» в чемпионате-1969 стал ярославский «Шинник», одолевший южан со счётом 4:3 под самый занавес первого круга.
Главный конкурент команды из Орджоникидзе в борьбе за первое место — ленинградское «Динамо». Во второй половине сентября в двух турах подряд «Спартак» ни набрал ни одного очка. Динамовцы вырвались вперёд. За четыре тура до финиша претенденты на единственную путёвку в финал сошлись в очном споре в Ленинграде. Болельщиков было так много, что стадион не мог вместить их и многие из них расположились за его стенами. «Спартак» ничем не уступал «Динамо». Развязка наступила за три минуты до конца встречи. Очередная атака «Спартака» завершилась точным ударом Георгия Кайшаури. Теперь «Спартак» был на очко впереди. В итоге футболисты из Орджоникидзе набрали 56 очков и заняли первое место, обойдя ближайших конкурентов из Ленинграда на два очка. Шести командам не удалось поразить их ворота, четырём — добиться хотя бы ничьей. Через десять дней после завершения зональных соревнований на нейтральном поле в Симферополе стартовал финальный турнир, в котором помимо спартаковцев выступали днепропетровский «Днепр», хабаровский СКА и вильнюсский «Жальгирис». Победитель этого турнира получал право выступать в высшей лиге СССР.
Первый матч с командой из Хабаровска «Спартак» проиграл 1:0. На 15-й минуте был забит единственный гол с пенальти. В параллельном матче «Днепр» обыграл литовский клуб. В сложившейся ситуации кавказской команде необходимо было выигрывать оставшиеся две игры. И уже в следующем матче, с украинской командой, «Спартак» проявил свои лучшие качества. На 5-й минуте Тарасян вывел свою команду вперёд, затем днепропетровцы, под руководством Валерия Лобановского счёт сравняли, а после перерыва Нодар Папелишвили и Юрий Абаев сделали счёт почти разгромным — 3:1. «Жальгирис» тем временем обыграл СКА и все клубы сравнялись по очкам. Первыми играли «Спартак» и «Жальгирис». Любая ошибка могла уничтожить все надежды обоих клубов на повышение в классе. На 52-й минуте с подачи Абаева Тарасян забил поистине «золотой» гол. «Жальгирис» так и не нашёл чем ответить осетинской команде. «Спартак» стал лидером. Но впереди была игра армейцев из Хабаровска с днепропетровцами. Игра проходила с преимуществом «Днепра», но и футболисты СКА, не имея возможности склонить чашу весов в свою пользу, не подарили сопернику победу ничейный счёт 0:0 означал победу «Спартака» в турнире и право на участие в следующем году в высшей лиге СССР. Репортажи о матчах в Симферополе транслировались по Северо-Осетинскому радио. Победа, открывшая «Спартаку» двери в высшую лигу, стала поистине всенародным праздником в республике. А встреча триумфаторов, прилетевших из Крыма, вылилась в многотысячную манифестацию.

### Первый сезон в высшей лиге (1970)
В преддверии дебюта в высшей лиге на республиканском стадионе «Спартак» была проведена существенная реконструкция, и вместимость увеличилась до 25 000 мест.
В «Спартаке» могло появиться сразу несколько новичков высокого уровня. Игроки должны были приехать в Орджоникидзе из Махачкалы, Грозного, Ставрополя, Моздока и Челябинска. Но клубы не смогли договориться между собой и свой первый сезон в элите «Спартаку» пришлось начинать своими силами. Подобные этому недочёты, в комплексе с волнением, начали мешать клубу уже с первых матчей.
В первом своём матче на высшем уровне команда встречалась с титулованным киевским «Динамо». На последних минутах дебютанты пропустили мяч.
Второй тур «Спартак» проводил в родных стенах. На глазах болельщиков, заполнивших до отказа стадион, команда на равных провела два тайма с «Зенитом». Итоговый счёт — 2:2. После столь успешного матча команду начали настигать неудачи. Проигрышная серия из пяти игр, чуть не выбила орджоникидзевский клуб из колеи. Лишь в мае игроки пришли в чувства и дали бой будущему чемпиону страны — ЦСКА (1:1). Затем также сыграли вничью с командами из Баку, Тбилиси и Ростова.
К этому времени в команду перешли нападающие Казбек Туаев и Владимир Мозжухин и молодой вратарь Владимир Олейник. Новички помогли команде одержать крупную победу 4:1 в пятнадцатом туре над донецким «Шахтёром» на чужом поле. Это была первая победа «Спартака» на высшем уровне. Спустя два тура с таким же счётом в Орджоникидзе был повержен «Черноморец». На голы Туаева, Папелишвили, Зазроева-младшего и Кайшаури у одесситов нашлись силы ответить лишь одним. Через неделю со счётом 2:0 был переигран и ереванский «Арарат». Однако, совсем скоро команде перестало везти.
За два месяца (август и сентябрь) у «Спартака» было лишь два матча, которые можно смело занести в актив. Это была победа над минским «Динамо» и ничья со столичным «Спартаком», остальные игры клуб проиграл.
Но даже несмотря на все трудности, команда продолжала борьбу за выживание. Самым ярким примером может служить матч с московским «Торпедо» в 29-м туре. Первый гол забили москвичи, но игрокам «Спартака» удалось не только сравнять счёт, но и выйти вперёд и в конце концов выиграть. Спустя несколько дней было обыграно киевское «Динамо» со счётом 3:2.
Однако, несмотря на все усилия, команде не суждено было остаться в элитном дивизионе СССР. В последнем туре судьба золотых медалей первенства решалась именно в Орджоникидзе. Спартак встречался с московским «Динамо», которое имело с ЦСКА одинаковое количество очков и возглавляло таблицу. В случае ничьей или победы спартаковцев чемпионами автоматически становился ЦСКА. Лишь в конце матча гости сумели найти в себе силы переломить ход поединка, забив два гола. Но затем Тимур Кочиев свёл разрыв в счёте до минимума, и оставшееся до конца игры время прошло с заметным преимуществом «Спартака». Но динамовцы оказались удачливее.

### Первая и вторая лига СССР (1971—1990)
После первого, но неудачного сезона на высшем уровне, команду покинуло лишь двое игроков. Владимир Мозжухин перешёл в московский «Локомотив», а Казбек Туаев вернулся в «Нефтчи». Болельщики небезосновательно верили в скорое возвращение «Спартака» в ряды сильнейших. Но стартовые матчи сезона несколько огорчили поклонников. После не совсем удачной серии, началась более приятная для спартаковцев полоса. Сначала было обыграно кутаисское «Торпедо», прошлогодний «обидчик» команды из Северной Осетии, а затем ещё 7 клубов, включая команды из Караганды, Фрунзе, Душанбе и Ашхабада не смогли одолеть клуб их Орджоникидзе.
С приходом Дмитрия Чихрадзе (на смену Сергею Корнушову) у команды будто бы открылось второе дыхание. Были обыграны именитые соперники: «Локомотив», «Черноморец», «Жальгирис», «Даугава» и «Динамо». Хоть «Спартаку» и не удалось выполнить поставленную перед ним задачу, сезон в целом можно назвать удачным. Команда заняла пятое место, с отставанием от дававшего путёвку в высшую лигу четвёртого в одно очко.
Перед началом сезона 1972 года клуб вновь практически сохранил весь свой состав. Покинул стан команды лишь Хасан Мириков, который пополнил ряды всё того же «Нефтчи». Но, улучшить свой прошлогодний результат игроки «Спартака» не сумели, а даже наоборот — ухудшили его. После невнятного старта так и не удалось набрать нужной формы и сыгранности, что в итоге и привело к девятому месту в таблице. В том году в составе главной команды Осетии начали блистать молодые звезды, среди которых были Валерий Газзаев, Гиви Керашвили, Руслан Кадиев и Афанас Сафрониди.
Несмотря на то, что в тренерском штабе команды были произведены существенные изменения (от работы были отстранены Андрей Зазроев и Мусса Цаликов, а Иван Ларин был назначен главным тренером), положительным образом это ситуацию не изменило. Следующий чемпионат оказался ещё неудачнее предыдущего. В «Спартак» вернулся Владмир Мозжухин и засверкал воспитанник местного футбола Александр Бубнов, но даже это не помогло команде подняться выше семнадцатого места и впервые в своей истории стать худшей по количеству забитых мячей. Практически идентичным был и последующий чемпионат 1974 года. Вновь неутешительное семнадцатое место и мало приятных воспоминаний.
За довольно короткий промежуток времени клуб из Орджоникидзе перестал бороться за высокие места и сосредоточился на борьбе за выживание. Назрели перемены. 2 июня 1975 года в матче против нальчикского «Спартака» на поле в составе хозяев не было уже ни одного игрока, выступавшего пять лет назад в высшей лиге. Этот год стал переломным в карьере Валерия Газзаева. С 14 голами он стал лучшим бомбардиром своей команды, которая заняла достойное место в десятке лучше клубов, а уже зимой 1976 года он перешёл в состав московского «Локомотива».
Последующие шесть чемпионатов были во многом схожими. Трижды команда финишировала пятнадцатой, один раз — восемнадцатой (1978 год), лучший результат был показан в 1979 году — 13 место. А в 1981 году команда вылетела из первой лиги. Лишь одного очка не хватило «Спартаку», чтобы не оказаться во втором эшелоне отечественного футбола.
Несмотря на довольно внушительный состав участников (среди которых были «Ростсельмаш», «Динамо» (Ставрополь), «Уралан», «Цемент», «Динамо» (Махачкала), «Сокол» и «Терек») орджоникидзевцы выиграли 22 матча в первом сезоне и 23 во втором, что позволило им дважды возглавить таблицу третьей зоны второй лиги. Однако, с первого раза вернуться в первую лигу не удалось: в финальной стадии клуб занял лишь второе место, уступив путёвку команде из Иваново, а уже во второй раз спартаковцы выиграли в финальном этапе и получили право вновь выступать в первой лиге.
Впереди клуб ждал довольно долгий период пребывания во втором по значимости турнире страны. В первых трёх сезонах после возвращения команде не удалось подняться выше 16 места, трижды «Спартак» останавливался именно на этой позиции, а в 1987 году опустился на 18 строчку.
Новая страница в истории «Алании» началась в 1988 году, когда клуб возглавил известный в прошлом защитник московского «Спартака» и сборной СССР Олег Романцев. Именно в столице Северной Осетии он сумел раскрыться как тренер и громко заявить о себе в этом новом качестве. В Орджоникидзе Романцев привёз сразу несколько знакомых ему футболистов, среди который отдельно стоит отметить Владимира Сочнова и Василия Кулькова. В этом сезоне «Спартак» поднялся сразу на пять позиций вверх, особенно прибавив в нападении.
По окончании сезона Романцев уехал в столичный «Спартак», на смену Бескову, а у руля команды из Орджоникидзе встал ещё не окончивший высшую школу тренеров Валерий Газзаев. Однако первый сезон при Газзаеве оказался неудачным. Главной проблемой той команды была беззубая игра в обороне. Спартак занял итоговое 17-е место. Но Валерий Георгиевич клуб не покинул, а наоборот, решил его преобразить и привести к новым высотам.
Перед чемпионатом-1990 в «Спартак» пришло несколько новых футболистов. Особо ярко среди них заиграли давние партнёры Бахва Тедеев и Инал Джиоев. Стартовые матчи складывались не совсем удачно, но команда Газзаева сумела найти в себе силы переломить ситуацию и занять итоговое первое место, которое вновь дало право выступать в высшем дивизионе страны спустя почти двадцать лет пребывания в низших лигах СССР.
В том же 1990 году Северная Осетия впервые за двадцать лет была представлена сразу двумя профессиональными футбольными командами. «Автодор» дебютировал в третьей зоне второй лиги и занял итоговое девятое место.

### Возвращение в элиту (1991)
Вернувшись в высшую лигу, в которой годом ранее прекратили выступать грузинские и прибалтийские команды, а украинские клубы не решились отделиться из-за угрозы дисквалификации в еврокубках, клуб из Владикавказа занимает 11 место. В тот момент в команде были собраны такие футболисты как Заур Хапов, Артур Пагаев (рекордсмен владикавказцев по количеству проведённых игр в российском чемпионате), Бахва Тедеев, Назим Сулейманов (лучший бомбардир команды в 1991 году с 13 голами и рекордсмен клуба для высшей лиги СССР). Они смогли составить костяк команды, которая уже в нескольких следующих — российских — чемпионатах станет одним из ведущих клубов страны и даже сможет завоевать «золото».

### Российский период (с 1992)
В начале современной российской футбольной истории клуб из Владикавказа являлся одним из лидеров. В первенстве 1992 года клуб выигрывает «серебро».
В 1993 г. состоялся дебют в еврокубках: 1/32 финала Кубка УЕФА с дортмундской «Боруссией» (0:0, 0:1)
В начале 1990-х годов республиканский стадион «Спартак» пережил вторую реконструкцию: вместимость была увеличена до 32 400 мест. В 1994 году в команду вернулся тренер Валерий Газзаев.
К середине 1990-х годов из-за значительного финансирования владикавказской команды доходами от переработки спирта «Рояль» клуб стал самым богатым в Высшей лиге. В 1995 году «Спартак-Алания» впервые в своей истории выиграл Чемпионат России, эту победу болельщики прозвали «водочное чемпионство».
В чемпионате России 1996 года клуб становится вторым, уступив в «золотом матче» московскому «Спартаку», но проиграл все матчи на международном уровне (самое крупное поражение — от «Рейнджерс» — 2:7).
Затем клуб на 7 лет становится середняком чемпионата, не показывая каких-либо выдающихся результатов.
Сезон 2004 завершается чудесным спасением в высшем дивизионе — команда набирает столько же очков (28), сколько и «Кубань», но по дополнительным показателям краснодарский клуб оказывается ниже и вылетает в Первый дивизион. А уже в сезоне 2005 «Алания» заняла 15-е место в Премьер-лиге и опустилась в первый дивизион. 14 февраля 2006 года решением совета РФС клуб был исключён и из первенства России в первом дивизионе, однако через несколько дней решение было отменено, а клуб был допущен к соревнованиям в первом дивизионе. Но 21 марта 2006 года РФС всё же принял окончательное решение: лишить клуб профессионального статуса. Вскоре после этого в связи с проблемами с оформлением документов команда была переименована обратно в «Спартак». После переименования клуба, советом РФС было решено допустить команду к играм во втором дивизионе. В 2006 году клуб занял в зоне «Юг» второго дивизиона первое место, вышел в первый дивизион и был переименован в «Аланию».
В 2007—2009 годах выступал в первом дивизионе. 18 февраля 2010 года, после снятия с турнира из-за финансовых проблем ФК «Москва», вышел в Премьер-лигу как клуб, занявший третье место в предыдущем розыгрыше первого дивизиона. По итогам сезона-2010 владикавказцы вновь выбыли в Первый дивизион.
В январе 2011 года президентом клуба становится Валерий Газзаев, приводивший команду к золотым медалям ещё будучи тренером в 1995 году, а тренером команды стал его сын — Владимир Газзаев. 11 мая 2011 года клуб из Владикавказа, одолев в серии послематчевых пенальти «Ростов», вышел в финал Кубка России по футболу. Таким образом, «Алания» обеспечила себе место в Лиге Европы УЕФА 2011/12.
Следующий сезон команда провела относительно хорошо — смогла занять 2 место в ФНЛ, однако выбыла из Кубка России на стадии 1/32 финала и не смогла преодолеть раунд плей-офф Лига Европы 2011/2012. Тренером на период с ноября 2012 года по июнь 2013 становится Валерий Газзаев. Однако, последующий сезон оказался провальным — команда вылетела и из РФПЛ, заняв 16 (последнее) место, и из Кубка России в 1/16 финала. Проведя первую половину нового сезона в ФНЛ уверенно хорошо (2 место) и дойдя до 1/8 финала Кубка страны, к ноябрю команда столкнулась с финансовыми проблемами, из-за которых было отказано в регистрации новых футболистов, игроки пять месяцев не получают заработную плату, а сам клуб решил не лететь на игру во Владивосток, которая должна стать последней в календарном году перед зимним перерывом в чемпионате.

### Банкротство и ликвидация клуба (2014)
10 февраля 2014 года наблюдательный совет «Алании» принял решение о снятии клуба с участия в чемпионате России и о прекращении деятельности клуба как юридического лица из-за накопленного миллиардного долга. В том же году главной республиканской командой стал клуб «Алания-Д», который с 2011 года был фарм-клубом основной команды. Тренером команды стал ветеран клуба, проведший за неё 17 сезонов, Артур Пагаев. В сезонах 2014/15 и 2015/16 в зоне «Юг» ПФЛ выступала команда «Алания», воссозданная на базе клуба «Алания-Д».
18 июня 2016 года правительство республики приняло решение о расформировании футбольного клуба «Алания» и создании на его базе новой команды под названием «Спартак» с бюджетным финансированием. На протяжении трёх сезонов «Спартак» был единственной командой, представляющей республику в чемпионате России, играя в ПФЛ (официальное именование в сезоне 2018/19 — «Спартак-Владикавказ»). Также была сформирована команда «Алания», которая заявилась в 2016 году в любительское первенство.

### Восстановление. Эпоха Гуриевых (2019)
На сезон-2019/20 в ПФЛ заявились «Спартак-Владикавказ» и «Алания Владикавказ», при этом главный тренер и футболисты клуба «Спартак» перешли на правах свободных агентов во вновь воссозданный клуб «Алания Владикавказ». Владельцем 100 % акций новой «Алании» стал Даниил Гуриев, сын предпринимателя Владимира Гуриева, а президентом клуба стал Владимир Габулов, который покинул пост министра спорта Республики. На презентации новой «Алании» руководством клуба было объявлено о цели вернуть «Аланию» в элиту российского футбола в ближайшем будущем. «Спартак-Владикавказ» комплектовался преимущественно воспитанниками местных футбольных школ и имел бюджетное финансирование.
15 мая 2020 года Исполком РФС принял решение о досрочном завершении ранее приостановленного сезона-2019/20 в ПФЛ из-за пандемии с утверждением его итогов по состоянию на 17 марта того же года. Таким образом, в сезоне 2019/20 «Алания Владикавказ» расположилась на 2-м месте в группе «Юг» первенства ПФЛ, проведя 19 встреч из 30 запланированных и одержав в них 15 побед. 24 июля 2020 на заседании исполкома РФС было принято решение о включении футбольного клуба «Алания Владикавказ» в состав участников ФНЛ 2020/21 в связи возникших проблем с лицензированием нескольких команд этой лиги.
Атакующий стиль игры команды Спартака Гогниева перешёл из ПФЛ в ФНЛ. Новый сезон в ФНЛ оказался весьма удачным для команды. В течение сезона команда держалась в лидирующей группе турнира демонстрируя яркий футбол, став одной из самых забивающих команд лиги, что позволило занять итоговое четвёртое место позволяющее сыграть переходные матчи с тринадцатой командой РПЛ за право выступать в элитном дивизионе следующего сезона. Но основным препятствием к допуску к стыковым матчам стала реконструкция стадиона «Спартак» начавшаяся в 2020 году. Это стало основанием в отказе на выдачу лицензии РФС 1.
В сезоне 2021/22 «Алания» проводила все домашние встречи первенства и Кубка России в Грозном на стадионе имени Султана Билимханова из-за затянувшейся реконструкции домашнего стадиона во Владикавказе. Тренерский штаб во главе со Спартаком Гогниевым остался верен атакующему футболу с высокой позицией вратаря и линии обороны как и в предыдущих двух сезонах, что позволило стать самой результативной командой лиги забив походу чемпионата 75 мячей. Но и пропускать «Алания» стала больше чем в предыдущих сезонах, пропустив 53 мяча, вследствие чего команда смогла занять лишь 6-е место в первом дивизионе ФНЛ. Скрасить сезон получилось в Кубке России где клуб дошёл до полуфинала, обыграв по ходу турнира несколько команд Премьер-лиги, в том числе и чемпиона последних лет петербургский «Зенит» в серии пенальти, но уступив в 1/2 финала московскому «Динамо» (3:0). 29 мая 2022 года руководство клуба объявило о расторжении контракта по обоюдному согласию сторон со Спартаком Гогниевым. По итогам сезона 2024/25, клуб не сумел сохранить прописку в Первой лиге и выбыл во Вторую лигу.

#### Дублирующий состав
Дубль «Спартака»/«Алании» принимал участие во второй (1998 — «Алания»-2) и третьей (1995, 1997 — «Спартак-Алания»-д, «Алания»-д) лигах Первенства России. В 2001—2005 годах участвовал в турнире дублёров РФПЛ. В сезонах 2010 и 2012/13 в молодёжном первенстве РФПЛ принимала участие молодёжная команда клуба. Высшее достижение — 6-е место в 2004-м году.
На любительском уровне в зоне Юг/ЮФО/СКФО Первенства России среди любительских футбольных клубов в 2001—2009 годах принимала участие команда «Алания-2» (в 2003 году — «Алания-Автодор», в 2006 — «Спартак-2»), в 2016 году — ЛФК «Алания» (заняла 2-е место), в 2018 году — Сборная-Алания-РСО (заняла 3-е место). На сезон-2019 сначала была заявлена команда «Алания», но затем она была заменена командой «Ардон» из одноимённого города. В сезоне 2023 года играла «Алания-М», сформированная на базе команды клубной академии 2006 года, в сезоне 2025 года — АФ-«Алания».
В 2021 году команда «Алания-2» получила лицензию, позволяющую выступать во Втором дивизионе ФНЛ. Провела во Второй лиге четыре сезона (2021/22, 2022/23, 2023 и 2024).

## Достижения

### Национальные
Чемпионат России
- Чемпион: 1995
- Серебряный призёр (2): 1992, 1996

Кубок России
- Финалист: 2010/11

Первая лига СССР / Первый дивизион / Первая лига
- Победитель (2): 1969, 1990
- Серебряный призёр: 2011/12
- Бронзовый призёр (2): 2009, 2022/23

Второй дивизион
- Победитель: 2006

Чемпионат РСФСР
- Серебряный призёр (2): 1966, 1983

Чемпионат Северной Осетии
- Чемпион (5): 1930, 1939, 1940 (весна), 1948, 1953

Кубок Северной Осетии
- Обладатель (5): 1947, 1949, 1950, 1951, 1959

Кубок Содружества
- Финалист: 1996

## Рекорды

### СССР
- Всего в высшей лиге чемпионата СССР сыграно 62 матча (побед — 16, ничьих — 16, поражений — 30), забито 64 мяча, пропущено — 89
- Самые крупные победы в чемпионате СССР — 7:0 (1983) и 8:1 (1963) — обе над «Волгарём» (во Второй лиге и Классе «Б», соответственно — третьем уровне)
- Самое крупное поражение в чемпионате СССР — 0:9 «Ростсельмаша» (Ростов-на-Дону) (1961 — класс «Б», второй уровень)
- В матчах розыгрышей Кубка СССР — 21 победа, 13 ничьих и 30 поражений; мячи — 68:76 (пенальти — 10:13)
- Самые крупные победы в играх на Кубок — 4:0 над «Динамо» (Махачкала) (1965/66), «Локомотивом» (Челябинск) (1967/68) и 5:1 — над «Светотехника» (Саранск) (1984/85)
- Самое крупное поражение — 0:5 «Арарат» (Ереван) (1978)

### Россия
- Самая крупная победа — 8:0 над «Спартаком-Нальчиком» (2019/20)
- Самое крупное поражение: 0:6 от «КАМАЗа» (Набережные Челны) (1994)
- Самая крупная победа в еврокубках — 4:1 над «Днепр» (Днепропетровск) (1997/98)
- Самое крупное поражение в еврокубках: 2:7 от «Рейнджерс» (Глазго) (1996/97)
- Самая продолжительная серия из побед — 14 в сезоне 2019/20 в ПФЛ
- Самая продолжительная серия из поражений — 10 в сезоне РФПЛ 2003

### Игроки-рекордсмены
- Рекордсмен клуба по числу выступлений — Николай Худиев (417 матчей)
- Лучший бомбардир — Нодар Папелишвили (125 мячей в чемпионатах страны)
- Рекордсмен по забитым мячам за один сезон — Гарегин Будагян (35 мячей в 1966 году)
- Рекордсмен клуба по забитым мячам за один сезон в чемпионатах России — Георгий Деметрадзе (21 мяч в 1999 году)
- Рекордсмен клуба по количеству выступлений в высшей лиге чемпионата СССР — Игорь Зазроев (32 игры)
- Лучший бомбардир клуба в высшей лиге чемпионата СССР — Назим Сулейманов (13 мячей)
- Рекордсмен клуба по количеству матчей в высшей лиге чемпионата России — Артур Пагаев (289 игр)
- Лучший бомбардир клуба в высшей лиге чемпионата России — Назим Сулейманов (47 мячей)

## Символика

### Цвета клуба
| Красный | Жёлтый | Белый |

Основная форма: Футболки в красно-жёлтую вертикальную полосу, трусы и гетры белые (вариант — трусы и гетры красные). Эта форма впервые появилась 26 июля 1995 г. в матче с «Черноморцем».
Варианты гостевой формы: 1. Футболки в чёрную и жёлтую вертикальную полосу, трусы чёрные, гетры чёрные (или жёлтые); 2. Футболки, трусы и гетры белые; 3. Футболки, трусы и гетры серые (графитовые)

### Герб
Герб клуба на протяжении его долгой истории неоднократно изменялся. Это было обусловлено, в основном, сменой названия команды, ведь в разные периоды «Алания» называлась «Юнитас», «Спартак», «Автомобилист», «Спартак-Алания». Герб 1921 года, если он и существовал, не сохранился до сегодняшнего дня.
В конце 1980-х годов руководство Северо-Осетинской АССР решило восстановить исконную аланскую символику в республике. Так в национальном гербе и флаге появились белый, красный и жёлтый цвета. В то же самое время тогдашний редактор республиканской газеты «Терек», будущий пресс-атташе «Алании» Андрей Айрапетов решил предложить общественности новый герб клуба, чтобы с новой символикой выступать в высшей лиге чемпионата России по футболу. Так на логотипе футбольного клуба «Спартак» Орджоникидзе впервые появился барс на фоне утверждённых республиканских цветов.
В течение российской истории клуба вместе с несколькими изменениями названий менялся и герб. Так, в 2003 году, когда президент клуба Михаил Шаталов задумал вернуть команде название «Спартак-Алания», на фоне привычных республиканских цветов появился барс светлого цвета с футбольным мячом. Вскоре клуб вновь стал именоваться «Аланией», но ненадолго. В 2006 году клуб из-за проблем с лицензированием был вынужден вернуться к названию «Спартак», но всего на год.
В сезоне-2008 с герба была убрана верхняя ленточка с надписью «футбольный клуб». Это изменение вызвало недовольство среди болельщиков. Привычный герб вернулся в 2009 году, и оставался таковым до 2013 года, когда руководство клуба во главе с Валерием Газзаевым решило повернуть голову барса в другую сторону, что опять вызвало негодование болельщиков команды.
В связи с банкротством клуб был ликвидирован в феврале 2014 года. 9 июля 2019 года было объявлено о возвращении бренда «Алания» и нового обновлённого герба, который неоднозначно был воспринят болельщиками клуба. По окончании сезона 2019/20 «Алания» незначительно обновила герб сделав красно жёлтые полосы более симметричными.

### Гимн
«Алании» посвящено несколько музыкальных произведений.
В начале 1990-х появилась песня И. Кудухова на осетинском языке «Иристоны Спартак» (Спартак из Осетии; сейчас исполняется редко из-за смены названия клуба). Наиболее популярна композиция Амирхана Торчинова «Спартак-Алания» (1995 г., первый и самый известный исполнитель — Феликс Царикати). Также в 2019 г Александр Коренюгин исполнил в соцсетях своё сочинение «Алания Владикавказ, ты навсегда в сердцах у нас».
В середине 1990-х годов на Республиканском стадионе «Спартак» часто игрался трек Mauro Pilato & Max Monti «Gam Gam», который, будучи малоизвестным в широких кругах, ассоциировался у североосетинской публики исключительно с «Аланией». Песня полюбилась болельщикам, исполняется на стадионе до сих пор, и сейчас «Gam Gam» в шутку называют «неофициальным гимном» владикавказского клуба.
Болельщики часто исполняют на стадионе осетинскую народную «Песню косарей», связанную с обычаем трудовой взаимопомощи зиу.

### Экипировка
| Сезон             | Производитель формы  |
| ----------------- | -------------------- |
| 1992              | Diadora              |
| 1993 — 1995       | Adidas               |
| 1996 — 1998       | Nike                 |
| 1999              | Adidas               |
| 2000 — 2001       | Umbro                |
| 2002              | Adidas               |
| 2003 — 2006       | Umbro                |
| 2007              | Adidas               |
| 2008 — 2014/15    | Umbro                |
| 2015/16           | Jako                 |
| 2016/17 — 2018/19 | Umbro                |
| 2019/20           | Adidas               |
| 2020/21 — 2022/23 | Puma                 |
| 2023/24 — н. в.   | Armstrong & Campbell |

## Руководство клуба
| Должность                 | Имя                |
| ------------------------- | ------------------ |
| Президент                 | Владимир Гуриев    |
| Вице-президент            | Данил Гуриев       |
| Генеральный директор      | Бахва Тедеев       |
| Спортивный директор       | Тимур Демуров      |
| Руководитель пресс-службы | Константин Дзиваев |

## Тренерский штаб
| Должность       | Имя             |
| --------------- | --------------- |
| Главный тренер  | Спартак Гогниев |
| Тренер          | Руслан Алборов  |
| Тренер          | Виталий Хапсаев |
| Тренер вратарей | Алан Дзуцев     |
| Аналитик        | Алан Цгоев      |
| Аналитик        | Хасан Мисиков   |

## Текущий состав
| 23 | Флаг России | Вр  | Георгий Натабашвили | 2000 |  |  |  |  |  |
| 89 | Флаг России | Вр  | Данил Шашлов        | 2005 |  |  |  |  |  |
|    |             |     |                     |      |  |  |  |  |  |
| 4  | Флаг России | Защ | Сослан Качмазов     | 1991 |  |  |  |  |  |
| 5  | Флаг России | Защ | Алан Багаев         | 1991 |  |  |  |  |  |
| 19 | Флаг России | Защ | Аллон Бутаев        | 1996 |  |  |  |  |  |
| 65 | Флаг России | Защ | Заур Датиев         | 2004 |  |  |  |  |  |
| 95 | Флаг России | Защ | Спартак Гогниев     | 2004 |  |  |  |  |  |
|    |             |     |                     |      |  |  |  |  |  |
| 7  | Флаг России | ПЗ  | Батраз Гурциев      | 1998 |  |  |  |  |  |
| 8  | Флаг России | ПЗ  | Алан Хугаев         | 1991 |  |  |  |  |  |

| 12 | Флаг России | ПЗ | Данил Казанцев             | 2001 |  |  |  |  |  |
| 15 | Флаг России | ПЗ | Ибрагим Цаллагов (капитан) | 1990 |  |  |  |  |  |
| 18 | Флаг России | ПЗ | Таймураз Тобоев            | 1995 |  |  |  |  |  |
| 21 | Флаг России | ПЗ | Артур Козырев              | 2007 |  |  |  |  |  |
| 37 | Флаг России | ПЗ | Тарас Гаглоев              | 2004 |  |  |  |  |  |
| 58 | Флаг России | ПЗ | Мурат Ышык                 | 2004 |  |  |  |  |  |
| 79 | Флаг России | ПЗ | Дато Черткоев              | 1999 |  |  |  |  |  |
|    |             |    |                            |      |  |  |  |  |  |
| 10 | Флаг России | ПЗ | Батраз Хадарцев            | 1993 |  |  |  |  |  |
| 20 | Флаг России | ПЗ | Давид Кобесов              | 2000 |  |  |  |  |  |

## Трансферы 2024/25

### Лето 2024
Ушли
| Поз. | Игрок                  | Клуб       |
| ---- | ---------------------- | ---------- |
| Пзщ  | Николай Гиоргобиани*** | Факел      |
| Пзщ  | Степан Мельников**     | Ростов     |
| Пзщ  | Давид Кобесов**        | Пари НН    |
| Нап  | Давид Караев***        | КАМАЗ      |
| Защ  | Давид Шавлохов***      | Тюмень     |
| Нап  | Ислам Машуков          | Елимай     |
| Защ  | Алан Хабалов           | Черноморец |
| Пзщ  | Алан Цараев***         | Арсенал    |

Пришли
| Поз. | Игрок            | Клуб      |
| ---- | ---------------- | --------- |
| Пзщ  | Сергей Макаров   | Акрон     |
| Нап  | Павел Долгов     | Чайка     |
| Пзщ  | Давид Кокоев*    | Краснодар |
| Защ  | Илья Москаленчик | Зенит     |
| Пзщ  | Нури Абдоков     | Кубань    |

* В аренду. 

** Из аренды. 

*** Свободный агент.

## Стадион
Республиканский стадион «Спартак» —построен в 1962 году и вмещает 32 464 человек.
По состоянию на июль 2019 года стадион несколько лет находится в аварийном состоянии, вследствие чего доступ к верхним ярусам был закрыт.
В июне 2020 года в рамках государственной программы «Развитие физической культуры и спорта» начались работы по реконструкции стадиона. На эти цели в 2020 году из федерального бюджета выделено 550 млн рублей. По состоянию на июнь 2023 года реконструкция стадиона не произведена по причине недостатка денежных средств.

## Футбольная школа
Юные футболисты Северной Осетии проходят подготовку в трёх футбольных школах Владикавказа.
Крупнейшей площадкой подготовки футболистов является СДЮШОР «Юность», а также футбольная школа «Спартак-Алания», которая базируется на республиканском стадионе «Спартак» и школа юных футболистов «Барс». В сентябре 2020 года во Владикавказе начала функционировать
«Академия Алания».
В футбольных школах республики подготовлено множество известных игроков. В Северной Осетии свою футбольную карьеру начинали такие голкиперы, как Станислав Черчесов, Вениамин Мандрыкин, Дмитрий Хомич, Сослан Джанаев, Владимир Габулов и другие. Также известны полевые игроки: братья Базаевы (Георгий и Джамбулад), братья Алан и Артур Кусовы, Игорь Яновский, Алан Касаев, Алан Гатагов, Алан Дзагоев, Азамат Засеев, Руслан Камболов, Арсен Хубулов и многие другие.

## Результаты выступлений

### Чемпионат СССР
| Сезон | Лига                     | Лига                     | У | Место    | И  | В  | Н  | П  | Мячи  | О  | Примечания                                                 |
| ----- | ------------------------ | ------------------------ | - | -------- | -- | -- | -- | -- | ----- | -- | ---------------------------------------------------------- |
| 1960  | Класс «Б»                | 3-я зона РСФСР           | 2 | 14 из 14 | 26 | 3  | 4  | 19 | 26-68 | 10 |                                                            |
| 1961  | Класс «Б»                | 4-я зона РСФСР           | 2 | 10 из 13 | 24 | 6  | 6  | 12 | 32-57 | 18 |                                                            |
| 1962  | Класс «Б»                | 3-я зона РСФСР           | 2 | 8 из 15  | 28 | 10 | 6  | 12 | 38-36 | 26 |                                                            |
| 1963  | Класс «Б»                | 3-я зона РСФСР           | 3 | 7 из 16  | 30 | 12 | 8  | 10 | 47-39 | 32 |                                                            |
| 1964  | Класс «Б»                | 4-я зона РСФСР           | 3 | 4 из 18  | 34 | 16 | 7  | 11 | 53-35 | 39 |                                                            |
| 1964  | Класс «Б»                | Полуфинал I              | 3 | 1 из 6   | 5  | 3  | 1  | 1  | 7-5   | 7  |                                                            |
| 1964  | Класс «Б»                | Финал РСФСР              | 3 | 4 из 4   | 3  | 0  | 1  | 2  | 2-5   | 1  |                                                            |
| 1965  | Класс «Б»                | 4 зона РСФСР             | 3 | 9 из 20  | 38 | 16 | 7  | 15 | 54-43 | 39 |                                                            |
| 1966  | Класс «Б»                | 4 зона РСФСР             | 3 | 1 из 20  | 38 | 22 | 9  | 7  | 80-40 | 53 |                                                            |
| 1966  | Класс «Б»                | Полуфинал IV РСФСР       | 3 | 1 из 3   | 4  | 2  | 1  | 1  | 4-2   | 5  |                                                            |
| 1966  | Класс «Б»                | Финал РСФСР              | 3 | 2 из 4   | 3  | 2  | 0  | 1  | 5-2   | 4  | Вышел во вторую группу                                     |
| 1967  | 2-я группа класса «А»    | 1-я подгруппа            | 2 | 16 из 20 | 38 | 10 | 11 | 17 | 34-45 | 31 |                                                            |
| 1968  | 2-я группа класса «А»    | 3-я подгруппа            | 2 | 2 из 21  | 40 | 19 | 12 | 9  | 53-29 | 50 |                                                            |
| 1969  | 2-я группа класса «А»    | 1-я подгруппа            | 2 | 1 из 20  | 38 | 22 | 12 | 4  | 60-25 | 56 |                                                            |
| 1969  | 2-я группа класса «А»    | Финал                    | 2 | 1 из 4   | 3  | 2  | 0  | 1  | 5-2   | 4  | Первый в истории «Алании» выход в высшую лигу              |
| 1970  | Высшая группа Класса «А» | Высшая группа Класса «А» | 1 | 17 из 17 | 32 | 7  | 8  | 17 | 31-48 | 22 | В первом же сезоне клуб отправляется обратно в первую лигу |
| 1971  | Первая лига              | Первая лига              | 2 | 5 из 22  | 42 | 19 | 7  | 16 | 52-57 | 45 |                                                            |
| 1972  | Первая лига              | Первая лига              | 2 | 9 из 20  | 38 | 14 | 10 | 14 | 49-50 | 38 |                                                            |
| 1973  | Первая лига              | Первая лига              | 2 | 17 из 20 | 38 | 13 | 7  | 18 | 29-44 | 30 |                                                            |
| 1974  | Первая лига              | Первая лига              | 2 | 17 из 20 | 38 | 15 | 4  | 19 | 45-67 | 34 |                                                            |
| 1975  | Первая лига              | Первая лига              | 2 | 9 из 20  | 38 | 15 | 7  | 16 | 41-43 | 37 |                                                            |
| 1976  | Первая лига              | Первая лига              | 2 | 15 из 20 | 38 | 11 | 14 | 13 | 40-50 | 36 |                                                            |
| 1977  | Первая лига              | Первая лига              | 2 | 15 из 20 | 38 | 11 | 11 | 16 | 38-45 | 33 |                                                            |
| 1978  | Первая лига              | Первая лига              | 2 | 18 из 20 | 38 | 10 | 8  | 20 | 30-50 | 28 |                                                            |
| 1979  | Первая лига              | Первая лига              | 2 | 13 из 24 | 46 | 19 | 7  | 20 | 49-44 | 45 |                                                            |
| 1980  | Первая лига              | Первая лига              | 2 | 15 из 24 | 46 | 17 | 9  | 20 | 43-50 | 43 |                                                            |
| 1981  | Первая лига              | Первая лига              | 2 | 21 из 24 | 46 | 14 | 12 | 20 | 36-49 | 40 | Вылет во вторую лигу                                       |
| 1982  | Вторая лига              | 3-я зона                 | 3 | 1 из 17  | 32 | 22 | 6  | 4  | 64-18 | 50 |                                                            |
| 1982  | Вторая лига              | Финал I                  | 3 | 2 из 3   | 4  | 1  | 2  | 1  | 5-4   | 4  |                                                            |
| 1983  | Вторая лига              | 3-я зона                 | 3 | 1 из 16  | 30 | 23 | 2  | 5  | 69-23 | 48 |                                                            |
| 1983  | Вторая лига              | Финал, группа 2          | 3 | 1 из 3   | 4  | 1  | 3  | 0  | 2-0   | 5  | Выход в первую лигу                                        |
| 1984  | Первая лига              | Первая лига              | 2 | 16 из 22 | 42 | 15 | 8  | 19 | 42-51 | 38 |                                                            |
| 1985  | Первая лига              | Первая лига              | 2 | 16 из 20 | 38 | 17 | 4  | 17 | 49-52 | 38 |                                                            |
| 1986  | Первая лига              | Первая лига              | 2 | 16 из 24 | 46 | 15 | 12 | 19 | 58-66 | 42 |                                                            |
| 1987  | Первая лига              | Первая лига              | 2 | 18 из 22 | 42 | 12 | 12 | 18 | 37-46 | 36 |                                                            |
| 1988  | Первая лига              | Первая лига              | 2 | 13 из 22 | 42 | 15 | 9  | 18 | 57-60 | 39 |                                                            |
| 1989  | Первая лига              | Первая лига              | 2 | 17 из 22 | 42 | 12 | 11 | 19 | 44-61 | 35 |                                                            |
| 1990  | Первая лига              | Первая лига              | 2 | 1 из 20  | 38 | 24 | 9  | 5  | 73-30 | 57 | После 19-летнего перерыва клуб вернулся в высшую лигу      |
| 1991  | Высшая лига              | Высшая лига              | 1 | 11 из 16 | 30 | 9  | 8  | 13 | 33-41 | 26 |                                                            |

### Кубок СССР
| Турнир | 1961 | 1962    | 1963    | 1964    | 1965/66 | 1966/67 | 1967/68 | 1969    | 1970    | 1971  |
| Стадия | 1/64 | 1/128   | 1/512   | 1/1024  | 1/32    | 1/64    | 1/64    | 1/64    | 1/16    | 1/16  |
|        |      |         |         |         |         |         |         |         |         |       |
| Турнир | 1972 | 1973    | 1974    | 1975    | 1976    | 1977    | 1978    | 1979    | 1980    | 1981  |
| Стадия | 1/16 | 1/16    | 1/32    | 1/32    | 1/32    | 1/32    | 1/16    | груп.   | груп.   | груп. |
|        |      |         |         |         |         |         |         |         |         |       |
| Турнир | 1984 | 1984/85 | 1985/86 | 1986/87 | 1987/88 | 1988/89 | 1989/90 | 1990/91 | 1991/92 |       |
| Стадия | 1/32 | 1/16    | 1/64    | 1/64    | 1/32    | 1/64    | 1/64    | 1/64    | 1/16    |       |

### Чемпионат России
| Сезон   | Лига                  | У | Место    | И  | В  | Н  | П  | Мячи  | О  | Примечания                                                            |
| ------- | --------------------- | - | -------- | -- | -- | -- | -- | ----- | -- | --------------------------------------------------------------------- |
| 1992    | Высшая лига           | 1 | 2 из 20  | 26 | 13 | 6  | 7  | 47-33 | 32 | Серебряный призёр                                                     |
| 1993    | Высшая лига           | 1 | 6 из 18  | 34 | 16 | 6  | 12 | 49-45 | 38 | Назим Сулейманов в списке «33 лучших»                                 |
| 1994    | Высшая лига           | 1 | 5 из 16  | 30 | 11 | 11 | 8  | 32-34 | 33 | Заур Хапов и Мирджалол Касымов в списке «33 лучших»                   |
| 1995    | Высшая лига           | 1 | 1 из 16  | 30 | 22 | 5  | 3  | 63-21 | 71 | Чемпион                                                               |
| 1996    | Высшая лига           | 1 | 2 из 18  | 35 | 22 | 6  | 7  | 65-37 | 72 | Серебряный призёр (золотой матч)                                      |
| 1997    | Высшая лига           | 1 | 10 из 18 | 34 | 14 | 4  | 16 | 52-42 | 46 | Игорь Яновский забивает рекордные для себя 13 голов                   |
| 1998    | Высший дивизион       | 1 | 8 из 16  | 30 | 11 | 7  | 12 | 46-39 | 40 |                                                                       |
| 1999    | Высший дивизион       | 1 | 6 из 16  | 30 | 12 | 7  | 11 | 54-45 | 43 | Георгий Деметрадзе — лучший бомбардир (21 гол)                        |
| 2000    | Высший дивизион       | 1 | 10 из 16 | 30 | 10 | 8  | 12 | 34-36 | 38 | Вениамин Мандрыкин среди «33 лучших»                                  |
| 2001    | Высший дивизион       | 1 | 11 из 16 | 30 | 8  | 8  | 14 | 31-47 | 32 |                                                                       |
| 2002    | Премьер-лига          | 1 | 12 из 16 | 30 | 8  | 6  | 16 | 31-42 | 30 | Омари Тетрадзе в числе «33 лучших»                                    |
| 2003    | Премьер-лига          | 1 | 13 из 16 | 30 | 9  | 4  | 17 | 23-43 | 31 |                                                                       |
| 2004    | Премьер-лига          | 1 | 14 из 16 | 30 | 7  | 7  | 16 | 28-52 | 28 | Клуб чудом «выживает»                                                 |
| 2005    | Премьер-лига          | 1 | 15 из 16 | 30 | 5  | 8  | 17 | 27-53 | 23 | Вылет из Премьер-лиги. Не допуск в I див.                             |
| 2006    | Второй дивизион, «Юг» | 3 | 1 из 17  | 32 | 27 | 3  | 2  | 81-20 | 84 | Выход в Первый дивизион. На Кубке ПФЛ — 2-е место                     |
| 2007    | Первый дивизион       | 2 | 12 из 22 | 42 | 15 | 11 | 16 | 56-56 | 56 |                                                                       |
| 2008    | Первый дивизион       | 2 | 10 из 22 | 42 | 17 | 8  | 17 | 50-47 | 59 |                                                                       |
| 2009    | Первый дивизион       | 2 | 3 из 20  | 38 | 21 | 7  | 10 | 57-30 | 70 | Выход в Премьер-лигу (отказ ФК «Москва»)                              |
| 2010    | Премьер-лига          | 1 | 15 из 16 | 30 | 7  | 9  | 14 | 25-41 | 30 | Вылет из Премьер-лиги                                                 |
| 2011/12 | Первенство ФНЛ        | 2 | 2 из 20  | 52 | 28 | 13 | 11 | 66-39 | 97 | Выход в Премьер-лигу                                                  |
| 2012/13 | Премьер-лига          | 1 | 16 из 16 | 30 | 4  | 7  | 19 | 26-53 | 19 | Вылет из Премьер-лиги                                                 |
| 2013/14 | Первенство ФНЛ        | 2 | 12 из 19 | 36 | 14 | 4  | 18 | 29-55 | 46 | Снятие с Первенства ФНЛ по ходу сезона. Банкротство                   |
| 2014/15 | Первенство ПФЛ, «Юг»  | 3 | 14 из 18 | 30 | 11 | 6  | 13 | 36-44 | 39 | Воссоздание на базе «Алании-Д»                                        |
| 2015/16 | Первенство ПФЛ, «Юг»  | 3 | 11 из 14 | 26 | 6  | 7  | 13 | 19-37 | 25 |                                                                       |
| 2016/17 | Первенство ПФЛ, «Юг»  | 3 | 10 из 16 | 30 | 10 | 7  | 13 | 26-36 | 37 | Расформирование ФК «Алания» и создание на её месте «ГАУ ФК „Спартак“» |
| 2017/18 | Первенство ПФЛ, «Юг»  | 3 | 13 из 17 | 32 | 8  | 8  | 16 | 26-41 | 32 |                                                                       |
| 2018/19 | Первенство ПФЛ, «Юг»  | 3 | 10 из 15 | 28 | 8  | 6  | 14 | 34-41 | 30 |                                                                       |
| 2019/20 | Первенство ПФЛ, «Юг»  | 3 | 2 из 16  | 19 | 15 | 1  | 3  | 54-13 | 46 | Воссоздание ФК «Алания». Выход в ФНЛ (отказ ФК «Мордовия»)            |
| 2020/21 | Первенство ФНЛ        | 2 | 4 из 22  | 42 | 22 | 11 | 9  | 74-40 | 77 | Недопуск к стыковым матчам в связи с реконструкцией стадиона          |
| 2021/22 | Первый дивизион ФНЛ   | 2 | 6 из 20  | 38 | 17 | 9  | 12 | 75-53 | 60 | Все домашние матчи с сезона 2021/22 сыграны в Грозном                 |
| 2022/23 | Первая лига           | 2 | 3 из 18  | 34 | 17 | 11 | 6  | 56-35 | 62 | Недопуск к стыковым матчам в связи с реконструкцией стадиона          |
| 2023/24 | Первая лига           | 2 | 8 из 18  | 34 | 12 | 13 | 9  | 42-42 | 49 |                                                                       |
| 2024/25 | Первая лига           | 2 | 17 из 18 | 34 | 6  | 6  | 19 | 24-50 | 27 | Вылет во Вторую лигу                                                  |

Примечания. До 1995 года за победу назначалось 2 очка. Итоги сезона-2019/20 утверждены по промежуточным показателям.

### Кубок России
| Турнир | 1992/93 | 1993/94 | 1994/95 | 1995/96   | 1996/97   | 1997/98   | 1998/99 | 1999/2000 | 2000/01 |
| Стадия | 1/16    | 1/2     | 1/2     | 1/16      | 1/8       | 1/2       | 1/8     | 1/16      | 1/16    |
|        |         |         |         |           |           |           |         |           |         |
| Турнир | 2001/02 | 2002/03 | 2003/04 | 2004/05   | 2005/06   | 2006/07   | 2007/08 | 2008/09   | 2009/10 |
| Стадия | 1/16    | 1/16    | 1/8     | 1/8       | 1/16      | 1/64      | 1/32    | 1/16      | 1/2     |
|        |         |         |         |           |           |           |         |           |         |
| Турнир | 2010/11 | 2011/12 | 2012/13 | 2013/14   | 2014/15   | 2015/16   | 2016/17 | 2017/18   | 2018/19 |
| Стадия | финал   | 1/32    | 1/16    | 1/8       | 1/256     | 1/256     | 1/128   | 1/256     | 1/64    |
|        |         |         |         |           |           |           |         |           |         |
| Турнир | 2019/20 | 2020/21 | 2021/22 | 2022/23   | 2023/24   | 2024/25   |         |           |         |
| Стадия | 1/16    | 1/64    | 1/2     | 6-й раунд | 4-й раунд | 5-й раунд |         |           |         |

1. 1 2 3  Путь регионов

### Европейские кубки
История еврокубковых матчей «Алании» коротка. Первый матч был сыгран в 1993 году (с «Боруссией» (Дортмунд). За всю эту недолгую историю футбольный клуб из Владикавказа провёл 18 матчей, в которых 5 раз одержал верх, 4 раза сыграл вничью и девять раз проиграл. Лучший бомбардир — Игорь Яновский — 4 гола.

### Кубок чемпионов Содружества
| Сезон | Этап        | И | В | Н | П | М    | Бомбардир      |
| ----- | ----------- | - | - | - | - | ---- | -------------- |
| 1996  | Групповой—Ф | 6 | 5 | 0 | 1 | 24−1 | Сулейманов — 4 |

## Чемпионы России в составе «Спартак-Алании» в 1995 году
| Игрок              | Гражданство | Дата рождения    | Игры    | Голы (с пен.) |         |         |
| Вратари            | Вратари     | Вратари          | Вратари | Вратари       | Вратари | Вратари |
| ------------------ | ----------- | ---------------- | ------- | ------------- | ------- | ------- |
| Заур Хапов         | Россия      | 21 октября 1964  | 29      | −21           |         |         |
| Иосиф Гришикашвили | Грузия      | 25 декабря 1973  | 3       | 0             |         |         |
| Защитники          |             |                  |         |               |         |         |
| Омари Тетрадзе     | Россия      | 13 октября 1969  | 30      | 0             |         |         |
| Артур Пагаев       | Россия      | 28 декабря 1971  | 28      | 2             |         |         |
| Сергей Тимофеев    | Казахстан   | 5 марта 1965     | 24      | 2             |         |         |
| Муртази Шелия      | Грузия      | 25 марта 1969    | 22      | 4             |         |         |
| Инал Джиоев        | Россия      | 5 ноября 1969    | 22      | 2             |         |         |
| Олег Корниенко     | Россия      | 28 мая 1973      | 19      | 0             |         |         |
| Игорь Горелов      | Россия      | 8 марта 1969     | 9       | 0             |         |         |
| Алан Агаев         | Россия      | 31 марта 1977    | 7       | 1             |         |         |
| Али Алчагиров      | Россия      | 29 июня 1966     | 7       | 0             |         |         |
| Сергей Горлукович  | Россия      | 18 ноября 1961   | 5       | 0             |         |         |
| Полузащитники      |             |                  |         |               |         |         |
| Игорь Яновский     | Россия      | 3 августа 1974   | 29      | 2             |         |         |
| Бахва Тедеев       | Россия      | 18 сентября 1969 | 28      | 10            |         |         |
| Сергей Деркач      | Россия      | 14 ноября 1966   | 26      | 5             |         |         |
| Мирджалол Касымов  | Узбекистан  | 17 сентября 1970 | 22      | 10 (2)        |         |         |
| Аслан Датдеев      | Россия      | 17 октября 1973  | 18      | 1             |         |         |
| Шамиль Исаев       | Россия      | 19 марта 1964    | 1       | 0             |         |         |
| Заза Ревишвили     | Грузия      | 23 сентября 1968 | 1       | 0             |         |         |
| Нападающие         |             |                  |         |               |         |         |
| Анатолий Канищев   | Россия      | 11 декабря 1971  | 26      | 7             |         |         |
| Михаил Кавелашвили | Грузия      | 22 июля 1971     | 24      | 12            |         |         |
| Назим Сулейманов   | Азербайджан | 17 февраля 1965  | 13      | 4             |         |         |
| Георгий Боциев     | Россия      | 2 сентября 1976  | 9       | 0             |         |         |
| Тамерлан Сикоев    | Россия      | 31 августа 1976  | 3       | 0             |         |         |
| Аслан Гоплачев     | Россия      | 26 декабря 1970  | 2       | 0             |         |         |
| Тренер             |             |                  |         |               |         |         |
| Валерий Газзаев    | Россия      | 7 августа 1954   | 30      |               |         |         |

## Лучшие бомбардиры клуба по сезонам
| Сезон                  | Бомбардир           | Матчей в чемпионате | Голов в чемпионате |
| ---------------------- | ------------------- | ------------------- | ------------------ |
| Высшая лига 1992       | Назим Сулейманов    | 26                  | 12                 |
| Высшая лига 1993       | Назим Сулейманов    | 31                  | 14                 |
| Высшая лига 1993       | Михаил Мархель      | 34                  | 14                 |
| Высшая лига 1994       | Назим Сулейманов    | 19                  | 6                  |
| Высшая лига 1995       | Михаил Кавелашвили  | 24                  | 12                 |
| Высшая лига 1996       | Назим Сулейманов    | 25                  | 11                 |
| Высшая лига 1996       | Мирджалол Касымов   | 17                  | 11                 |
| Высшая лига 1996       | Бахва Тедеев        | 28                  | 11                 |
| Высшая лига 1997       | Игорь Яновский      | 33                  | 13                 |
| Высший дивизион 1998   | Георгий Деметрадзе  | 15                  | 14                 |
| Высший дивизион 1999   | Георгий Деметрадзе  | 29                  | 21                 |
| Высший дивизион 2000   | Бахва Тедеев        | 28                  | 10                 |
| Высший дивизион 2001   | Паулу Эмилиу        | 29                  | 6                  |
| Премьер-лига 2002      | Михаил Ашветия      | 17                  | 7                  |
| Премьер-лига 2003      | Михаил Михолап      | 13                  | 4                  |
| Премьер-лига 2004      | Георгий Базаев      | 27                  | 5                  |
| Премьер-лига 2004      | Кристиан Тудор      | 8                   | 5                  |
| Премьер-лига 2005      | Джамбулат Базаев    | 28                  | 9                  |
| Второй дивизион 2006   | Станислав Дубровин  | 29                  | 28                 |
| Первый дивизион 2007   | Станислав Дубровин  | 35                  | 19                 |
| Первый дивизион 2008   | Сергей Даду         | 36                  | 18                 |
| Первый дивизион 2009   | Сергей Даду         | 30                  | 12                 |
| Премьер-лига 2010      | Георгий Габулов     | 26                  | 4                  |
| Премьер-лига 2010      | Александр Маренич   | 26                  | 4                  |
| ФНЛ 2011/2012          | Марат Бикмаев       | 43                  | 11                 |
| Премьер-лига 2012/2013 | Данило Неко         | 23                  | 9                  |
| ФНЛ 2013/2014*         | Георгий Габулов     | 22                  | 7                  |
| ФНЛ 2013/2014*         | Тамаш Пришкин       | 6                   | 7                  |
| ПФЛ 2014/2015          | Ацамаз Бураев       | 28                  | 12                 |
| ПФЛ 2015/2016          | Асланбек Сикоев     | 9                   | 7                  |
| ПФЛ 2016/2017          | Давид Гатикоев      | 25                  | 8                  |
| ПФЛ 2017/2018          | Батраз Гурциев      | 27                  | 5                  |
| ПФЛ 2018/2019          | Михаил Жабкин       | 23                  | 8                  |
| ПФЛ 2019/2020          | Батраз Хадарцев     | 19                  | 12                 |
| ФНЛ 2020/2021          | Батраз Гурциев      | 40                  | 13                 |
| ФНЛ 2021/2022          | Ислам Машуков       | 35                  | 14                 |
| Первая лига 2022/2023  | Николай Гиоргобиани | 26                  | 12                 |
| Первая лига 2023/2024  | Ислам Машуков       | 33                  | 14                 |
| Первая лига 2024/2025  | Тарас Гаглоев       | 23                  | 4                  |

*Сезон 2013/14 не доигран, снятие с турнира после первого круга в связи с банкротством
Откорректировано по состоянию на конец сезона 2024/25

## Главные тренеры (c 1960 года)
| Главный тренер      | Годы      |
| ------------------- | --------- |
| Григорий Артемьев   | 1960      |
| Владимир Козырский  | 1960      |
| Олег Тимаков        | 1961—1962 |
| Гаврил Гаглоев      | 1962      |
| Алексей Яблочкин    | 1963      |
| Михаил Антоневич    | 1964      |
| Василий Гречишников | 1965      |
| Григорий Горностаев | 1966—1967 |
| Мусса Цаликов       | 1967      |
| Андрей Зазроев      | 1968—1970 |
| Казбек Туаев        | 1970      |
| Сергей Коршунов     | 1971      |
| Дмитрий Чихрадзе    | 1971      |
| Андрей Зазроев      | 1972      |
| Иван Ларин          | 1973      |
| Казбек Туаев        | 1974—1977 |
| Виктор Белов        | 1977—1978 |

| Главный тренер      | Годы      |
| ------------------- | --------- |
| Мусса Цаликов       | 1978—1980 |
| Андрей Зазроев      | 1980—1981 |
| Александр Кочетков  | 1982      |
| Валерий Маслов      | 1983      |
| Игорь Зазроев       | 1983      |
| Владимир Ивашков    | 1983      |
| Иван Варламов       | 1984      |
| Валерий Овчинников  | 1985—1986 |
| Игорь Зазроев       | 1986—1987 |
| Олег Романцев       | 1988      |
| Валерий Газзаев     | 1989—1991 |
| Николай Худиев      | 1991      |
| Руслан Хадарцев     | 1991      |
| Александр Новиков   | 1992—1993 |
| Валерий Газзаев     | 1994—1999 |
| Владимир Гуцаев     | 2000      |
| Александр Аверьянов | 2000—2001 |

| Главный тренер      | Годы      |
| ------------------- | --------- |
| Александр Яновский  | 2001—2002 |
| Владимир Мунтян     | 2002      |
| Бахва Тедеев        | 2002      |
| Реваз Дзодзуашвили  | 2003      |
| Николай Худиев      | 2003      |
| Бахва Тедеев        | 2003—2004 |
| Роллан Курбис       | 2004      |
| Юрий Секинаев       | 2004      |
| Бахва Тедеев        | 2005      |
| Эдгар Гесс          | 2005      |
| Ицхак Шум           | 2005      |
| Александр Яновский  | 2005—2006 |
| Борис Стукалов      | 2006—2007 |
| Станислав Цховребов | 2007—2009 |
| Валерий Петраков    | 2009      |
| Мирча Редник        | 2009      |
| Владимир Шевчук     | 2010      |

| Главный тренер     | Годы       |
| ------------------ | ---------- |
| Владимир Газзаев   | 2011—2012  |
| Валерий Газзаев    | 2012—2013  |
| Владимир Газзаев   | 2013—2014  |
| Артур Пагаев       | 2014       |
| Заур Тедеев        | 2015—2016  |
| Фёдор Гаглоев      | 2016       |
| Марат Дзоблаев     | 2016—2017  |
| Юрий Газзаев       | 2018       |
| Спартак Гогниев    | 2019—2022  |
| Владимир Белявский | 2022—2023  |
| Олег Василенко     | 2023       |
| Евгений Калешин    | 2024       |
| Султан Тазабаев    | 2024       |
| Спартак Гогниев    | 2024—н. в. |

Тренеры, работавшие в качестве исполняющих обязанности главного тренера, указаны не везде.